# Sinbads syvende rejse
Sinbads syvende rejse (The 7th Voyage of Sinbad) er en amerikansk fantasyfilm fra 1958, instrueret af Nathan Juran og berømt for Ray Harryhausens stop-motion-effekter og Bernard Herrmanns musik.
Kerwin Mathews spiller hovedrollen som den heroiske kaptajn Sinbad, der forsøger at redde en smuk prinsesse (Kathryn Grant) fra en ond troldmand (Torin Thatcher). Undervejs må han prøve kræfter med bl.a. en tohovedet rok, en kæmpekyklop, en drage og et fægtende skelet.
Sinbads syvende rejse var første gang i filmhistorien, man så mytologiske 1001 nats-væsner optræde som livagtige, tredimensionale væsner, side om side med levende skuespillere, og endda i farver. Tidligere havde man typisk brugt store, klodsede papmachedukker eller skuespillere i fantasifuld makeup, men i Sinbads syvende rejse er disse væsner skabt af animatoren Ray Harryhausen via stop-motion og kombineret med de levende skuespillere via bagprojektion. Selvom filmen i dag kan virke dated, gjorde Harryhausens effekter et voldsomt indtryk på datidens publikum. Den danske dvd-udgivelse indeholder en dokumentar, hvor forskellige filmskabere erindrer, hvordan filmen påvirkede dem.
Filmen vandt i 1959 en Hugo Award for Best Dramatic Presentation.
Bernard Herrmanns musik, der bl.a. omfatter et hidsigt skelet-stykke for xylofon og orkester, er genindspillet to gange, først som en kort suite dirigeret af Herrmann selv, siden komplet med Royal Scottish National Orchestra dirigeret af John Debney.
En scene i filmen, hvor Sinbad fægter med et skelet på en vindeltrappe, inspirerede en tilsvarende fægtescene i filmen Highlander (1986).

## Medvirkende
- Kerwin Mathews som Sinbad
- Kathryn Grant som Prinsesse Parisa
- Richard Eyer som Barani, Genie
- Torin Thatcher som Sokurah
- Alec Mango som kalif af Baghdad
- Harold Kasket som te Sultan
- Alfred Brown som Harufa
- Nana DeHerrera som Sadi (som Nana de Herrera)
- Nino Falanga som Gaunt Sailor
- Luis Guedes som Crewman
- Virgílio Teixeira som Ali
- Danny Green som Karim
- Juan Olaguivel som Golar